# Mario Garba
Mario Garba (født 13. februar 1977) er en tidligere kroatisk fodboldspiller.